# بسابندر
بسابندر (بالفارسية: پسابندر) هي منطقة سكنية تقع في دشتياري في إيران. يقدر عدد سكانها بـ 1093 نسمة بحسب إحصاء 2016.